# XXXIV. Olimpijske igre – Los Angeles 2028.
XXXIV. Olimpijske igre – Los Angeles 2028. nadolazeći su međunarodni višesportski događaj koji će se održati od 14. do 30. srpnja 2028. u i oko Los Angelesa u Kaliforniji, u Sjedinjenim Američkim Državama. Bit će pete Ljetne olimpijske igre (prve od Atlante 1996.) i ukupno devete Olimpijske igre čiji će domaćin biti Sjedinjene Države. Nakon što je prethodno bio domaćin Ljetnih olimpijskih igara 1932. i 1984., Los Angeles će postati treći grad, koji će tri puta biti domaćinom, nakon Londona (1908., 1948., 2012.) i Pariza (1900., 1924., 2024.), te prvi takav grad u Sjevernoj Americi.

## Izbor domaćina
Los Angeles se prvotno kandidirao za Ljetne olimpijske igre 2024. Međutim, nakon višestrukih povlačenja zbog kojih su u konkurenciji ostali samo Los Angeles i Pariz, Međunarodni olimpijski odbor (MOO) odobrio je proces istodobnog dodjeljivanja Ljetnih olimpijskih igara 2024. i 2028. dvojici preostalih kandidata; Pariz je pokazao sklonost igrama 2024., a Los Angeles je pristao biti domaćin 2028. Obje su ponude pohvaljene zbog visokih tehničkih planova i inovativnih načina korištenja rekordnog broja postojećih i privremenih objekata. Los Angelesu su službeno dodijeljene Igre na 131. zasjedanju MOO-a u Limi, u Peruu, 13. rujna 2017. 

## Pripreme
Američki predsjednik Donald Trump potpisao je 5. kolovoza 2025. izvršnu uredbu o osnivanju Posebne radne skupine za pripremu Igara, sa sobom kao čelnikom tog tijela. Prema najavi organizatora, olimpijska baklja bi do Igara trebala proći kroz sve američke savezne države.

## Športovi
Nakon što su 2020. debitirali kao izborni događaji, skateboarding, sportsko penjanje i daskanje promaknuti su u „temeljni” program Ljetnih olimpijskih igara. Boks, moderni petoboj i dizanje utega privremeno su uklonjeni zbog problema upravljanja, no moderni petoboj i dizanje utega kasnije su vraćeni nakon reformskih napora. Na Igrama će se prvi put održati natjecanja flag footballa i squasha kao izbornih sportova, kojima će se pridružiti povratak baseballa/softballa, kriketa (prvi put od 1900.) i lacrossea (prvi put od 1908.).

## Vanjske poveznice
|  | Zajednički poslužitelj ima još gradiva o temi Olimpijske igre 2028. |